# Spectre alimentaire
Ne doit pas être confondu avec régime alimentaire.
Le spectre alimentaire d’un animal est l’éventail des objets que l’animal reconnaît comme aliments. Il est un inventaire purement qualitatif. Il n'est pas le régime alimentaire.